# Sinjeong-dong, Yangcheon
Sinjeong-dong là một dong, phường của Yangcheon-gu ở Seoul, Hàn Quốc.

## Liên kết
- Trang chính thức Yangcheon-gu[liên kết hỏng]
- (tiếng Hàn) Trang tâm văn phòng dân cư Sinjeong 1-dong Lưu trữ ngày 13 tháng 3 năm 2016 tại Wayback Machine